# Malzkornbrot

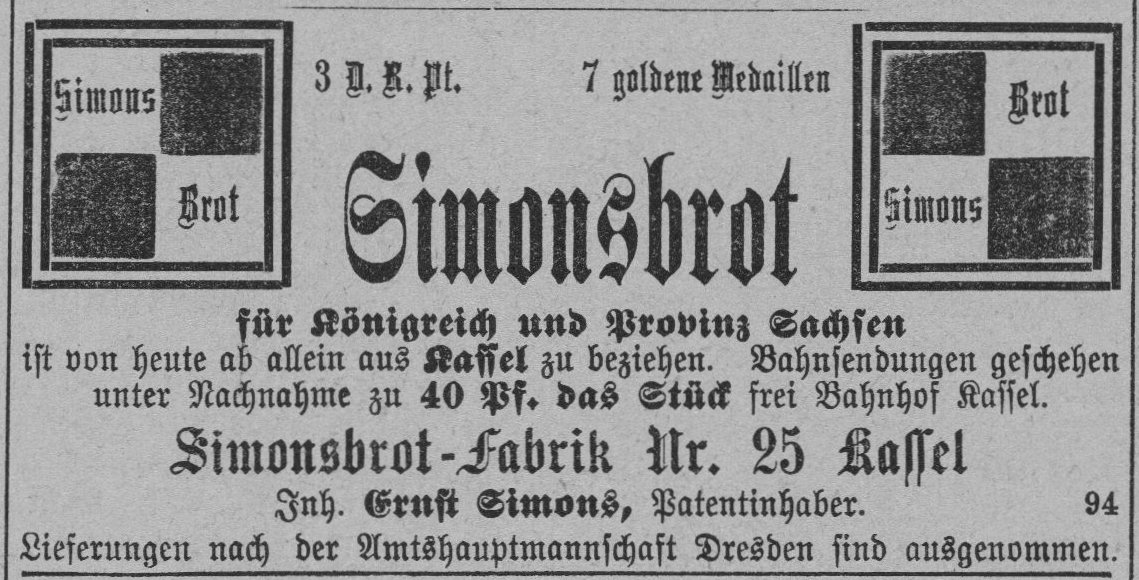
Zeitungsanzeige 1906

Malzkornbrot, auch Simonsbrot nach Gustav Simons, ist ein Vollkornbrot aus Roggen oder Weizen oder einer Mischung aus beidem. Das leichtbekömmliche Brot ähnelt dem Pumpernickelbrot und hat wie dieses einen herbsüßen, aber aromatischen Geschmack.
Zur Herstellung wird keimfähiges trockenes Getreide 12 bis 16 Stunden in warmem Wasser verquollen. Anschließend wird es feucht in Teigmühlen zu einem Brei gequetscht. Bei Verwendung von Weizen wird der Brei mit Hefe, bei Roggen mit Sauerteig gelockert. Der Teig (Brei) wird in Kästen unter Luftabschluss bei niedriger Temperatur im eigenen Dampf gegart.